# Andrea Carboni
Pour les articles homonymes, voir Carboni.
Andrea Carboni, né le 4 février 2001 à Sorgono en Italie, est un footballeur italien, qui évolue au poste de défenseur central à l'AC Monza.

## Biographie

### En club
Né à Sorgono en Italie, Andrea Carboni rejoint très jeune le centre de formation du Cagliari Calcio, en provenance de Tonara. Le 2 janvier 2020, Carboni signe son premier contrat professionnel avec Cagliari, le liant avec le club jusqu'en juin 2022.
En mai 2020, il est intégré à l'équipe première par Walter Zenga, avec sept autres de ses coéquipiers de la Primavera. Carboni joue son premier match en professionnel le 23 juin 2020, lors d'un match de Serie A contre la S.P.A.L.. Il entre en jeu à la place de João Pedro, et son équipe s'impose par un but à zéro ce jour-là.
Le 30 juin 2022, Andrea Carboni s'engage en faveur de l'AC Monza, tout juste promu en première division. Il signe un contrat courant jusqu'en juin 2027.
Le 31 janvier 2023, Andrea Carboni rejoint le Venise FC. Il arrive sous la forme d'un prêt jusqu'à la fin de la saison,.
Carboni fait son retour à Monza lors de l'été 2023 pour intégrer l'équipe première en vue de la saison 2023-2024. Il marque son premier but pour Monza cette saison-là, le 2 mars 2024 contre l'AS Roma mais son équipe est battue par quatre buts à un.

### En équipe nationale
Le 14 octobre 2019, Andrea Carboni joue son premier match avec l'équipe d'Italie des moins de 19 ans, lors d'une défaite face au Portugal (1-0).
Carboni joue son premier match avec l'équipe d'Italie espoirs le 3 septembre 2021, contre le Luxembourg. Il est titularisé et son équipe gagne sur le score de trois buts à zéro.